# 黑龙江巡抚
黑龙江巡抚，為清朝末期在黑龙江省設立的一個巡撫職位。
光绪三十三年三月己亥（1907年4月20日），东三省建省，设奉天巡抚、吉林巡抚、黑龙江巡抚。
黑龙江巡抚
- 段芝贵（1907年）
- 程德全（1907年—1908年）
- 周树模（1908年—1911年）
- 宋少濂（1911年—1912年）